# John Deere BW
John Deere BW wprowadzony na rynek ciągnik BW w roku 1935 z żelaznymi kołami osiągał prędkość maksymalną 8 km/h. Jego produkcja została ukończona w 1947 roku. Moc ciągnika wynosiła 14 KM wyprodukowano ok. 250 sztuk. Litera W w nazwie oznacza "wide" (szeroko) i wskazuje na to, że to ciągnik z szerokim rozstawem kół. Ten mały traktor, którego metalowe koła-na zdjęciu egzemplarz z 1939 roku-na pierwszy rzut oka sprawiają wrażenie bardzo kruchych, choć wcale takie nie były, mógł być zasilany zarówno benzyną, jak i naftą. Rozstaw kół osi przedniej można było regulować.